# Ясенолистен явор
Ясенолистният явор (Acer negundo) е дребно широколистно дърво от семейство Сапиндови.

## Описание
Дърветата от този вид достигат височина до 25 м и имат типичен диаметър на ствола до 50 см. Короната е неправилно заоблена и гъста. Листата и клонките са със срещуположно разположение. Той е единственият представител на род Acer със сложни, пересто разделени листа; те са светлозелени на цвят, могат да включват прости, дву- и три-делни листчета с дължина 5 – 10 см, в най-различни комбинации.
Ясенолистният явор има еднополови, жълто-зелени цветове, които се появяват малко преди разлистването. Мъжките цветове са събрани в снопчета, а женските са разположени в увиснали гроздовидни съцветия. Дърветата са двудомни – още една необичайна черта на ясенолистния явор; това означава, че всяко отделно дърво формира или мъжки, или женски съцветия. Плодовете са двойни крилатки, с ъгъл между крилцата на двете скрепени орехчета около 90°.
Светлолюбив, но непретенциозен към почвата и адаптивен вид, който понася лесно градското замърсяване на въздуха. Тези му качества, както и множеството вариететни форми го правят изключително подходящ вид за парково и градско озеленяване и екстериорен дизайн. Бързорастящ е, но с кратък живот – около 80-100 години.

## Разпространение
Ясенолистният явор е с произход Северна Америка, но е разпространен в много широк географски диапазон извън родината си – от Мезоамерика през Евразия до Австралия; на определени места е считан за инвазивно растение, успял е да се натурализира в някои части на Източен Китай и Полша. В България, освен като често срещано улично и парково дърво, той може да бъде открит и в диворастящо състояние почти навсякъде, с изключение на крайните югоизточни (Странджа) и югозападни (Славянка, Беласица, долината на Места) райони, до 1000 м надморска височина.

## Галерия
- Кора
- Лист
- Мъжки цветове
- Женски цветове
- Крилатки